# Twiedel twiet
Twiedel twiet is een single van André van Duin. Het is afkomstig van zijn album André van Duin & Jaap Aap presenteren Animal crackers. De single werd opgenomen onder leiding van muziekproducent Bert Schouten en arrangeur/orkestleider Paul Natte. De platenhoes vermeldde als artiest André van Duin, maar beide zijden kregen een aparte artiestennaam mee.
De A-kant Twiedel twiet werd gezongen onder de naam Piet de kanariepiet. Het is een cover van Tweedle dee van Winfield Scott, dat door LaVern Baker in 1954 de Amerikaanse hitparade in werd gezongen, al verkocht Georgia Gibb er meer exemplaren van. André van Duin schreef er een andere onzintekst bij.
De B-kant Chimpansee werd gezongen door De Aapjes. Het was een cover van Chim Chim Cher-ee van Richard M. Sherman en Robert B. Sherman. Het werd voor het eerst gezongen door Dick Van Dyke en Julie Andrews in de film Mary Poppins. Ook hier schreef Van Duin de Nederlandse tekst.

## Hitnotering
De Belgische BRT Top 30 en Vlaamse Ultratop 50 werden niet bereikt.

### Nederlandse Top 40
Het kwam niet verder dan de tipparade.

### NederlandseNationale Hitparade
| Positie: | 94 | 82 | 75 | 60 | 44 | 44 | 38 | 34 | 32 | 44 | 73 | 97 | uit |